# Bucella

Herb Mikołaja Bucelli

Bucella – polski herb szlachecki z nobilitacji.

## Opis herbu
Opis zgodnie z klasycznymi regułami blazonowania:
Na tarczy dzielonej w słup w polu prawym, złotym skos srebrny, obarczony trzema dzwonkami złotymi w podzielonych liniami odcinkach, w których także wpisane krzyżujące się linie; nad i pod skosem po lwie wspiętym, srebrnym, trzymającym miecz w prawej łapie; pole lewe dzielone w pas; w polu górnym, czerwonym, nałęczka srebrna; w polu dolnym, czerwonym, rogacina podwójnie przekrzyżowana, srebrna.

## Najwcześniejsze wzmianki
Nadany 12 kwietnia 1589 doktorowi filozofii i medycyny, lekarzowi królewskiemu, Mikołajowi Bucellemu z Padwy. Powstał przez dodanie godeł herbów Nałęcz Stanisława Gostomskiego i Lis Lwa Sapiehy do herbu rodowego Bucellich. Józef Szymański podaje tu jeszcze nobilitację Prospera de Lippis et Bucellis, potwierdzoną 19 marca 1597, ale nadany wówczas herb miał być bez rogaciny.

## Herbowni
Jedna rodzina herbownych: Bucella. Herb tej rodziny był określany także jako Lis, albo Nałęcz z Lisem.